# Riscle
Riscle es una comuna nueva francesa situada en el departamento de Gers, de la región de Occitania.

## Historia
El 1 de enero de 2019 pasó a ser una comuna nueva al absorber la comuna de Cannet.

## Demografía
Según los datos aportados en la resolución del prefecto de Gers, la comuna nueva se crea con 1889 habitantes.

## Composición
| Comuna fusionada | Código INSEE | Población   | Superficie (km²) | Densidad (hab./km²) |
| ---------------- | ------------ | ----------- | ---------------- | ------------------- |
| Cannet           | 32074        | 55 (2016)   | 4.81             | 11                  |
| Riscle           | 32344        | 1830 (2017) | 31.74            | 57                  |